# Индо-Малайска биогеографска област
Индо-Малайското биогеографско царство, наричано още Индо-Малайска област, е една от осемте биогеографски области на земната суша. Обхваща Южна Азия и Малайския архипелаг без Нова Гвинея и Молукските острови. По-рано се е смятало, че това не е отделно биогеографско царство, а подзона (подобласт) на Палеотропичното царство заедно с Афротропичното царство. Днес повечето учени са на мнение, че това са две самостоятелни биогеографски области, но другото становище все още има привърженици.

## Обхват
Индо-Малайската област покрива почти цяла Южна Азия. Обхваща Индийския субконтинент, югоизточната част на Китай, п-в Индокитай, Филипините, Зондските острови, Борнео, Сулавеси и съседните острови и островни групи.

## История
Това биогеографско царство съчетава флората и фауната на древните континенти Лавразия и Гондвана. Основната причина за това е плочата на Индийския субконтинент, която се отделя от Гондвана преди около 90 милиона години и се движи на североизток. Преди около 45 милиона години Индийската плоча се сблъсква с континента Азия. В резултат на това се появява планинската верига на Хималаите. Движението на Индийския субконтинент продължава, поради което височината на Хималаите продължава да расте.
Това събитие има значителни последствия върху формирането на това биогеографско царство. Чрез сухоземната връзка на Индия с Азия много от формираните в Гондвана растителни и животински общества проникват в Азия. Много от типичните представители на африканската флора и фауна се срещат и в Южна Азия и обратно. Най-популярният пример са рибите цихлиди, които до днес живеят само в Индия, Африка и Южна Америка. Трябва да се има предвид обаче и фактът, че Африка и Азия имат сухоземна връзка и в този смисъл Индо-Малайската и Афротропичната области не са били съвсем изолирани. Последното обстоятелство се отнася до много растителни и животински видове, срещащи се в Индо-Малайското и Афротропичното биогеографски царства и най-вече представителите на мегафауната (слонове, носорози, леопарди, човекоподобни маймуни и др.). В най-ранните биогеографски класификации това е породило тезата, че се касае за една обща палеотропична зона. Между двете зони наистина съществуват много близости, които дават сериозни аргументи в подкрепа на теорията за единната зона. Повечето от едрите животни не са типични за тази област – предците на слоновете, биволите и носорозите идват от Лавразия и постепенно се разпространяват в Африка и Южна Азия.

## Природни зони
Биогеографското царство притежава завидно разнородни местообитания. Цикълът на валежите се определя от мусоните. Доминира субекваториалният климат с ясно изразени сух и дъждовен период. Като цяло доминират влажните тропични гори, които заемат островите от Малайския архипелаг, източните и западните крайбрежни райони на Индокитай, Андаманските и Никобарските острови, части от Шри Ланка, североизточна Индия и Западните Гхати. Това са регионите с екваториален климат с малки амплитуди в годишното количество дъждове (Малайският архипелаг) или субекваториален с по-дълги влажни периоди и по-високи количества валежи (всички останали). Растителността е етажирана, като това е най-характерно за горите на Суматра, Ява, Борнео, Сулавеси и Малайския п-в. Саваните и редките храстовидни формации заемат обширни територии в централна Индия, Индокитай и вътрешността на Мианмар. Царството приютява най-високите планини в света – Хималаите, както и високи върхове като Кинабалу в Борнео. Във височина може да се наблюдава цялото разнообразие на природните зони на планетата.

## Флора и фауна
Индо-Малайската е една от зоните с най-голямо биоразнообразие в света и с изключително много представители на мегафауната, като 3 вида носорози, 4 вида слонове, биволи, лъвове, тигри, леопарди, елени замбари и др. В тази биогеографска област са представени над 2000 вида птици, което нарежда това биогеографско царство на второ място в света по този показател след Неотропическото.

## Биорегиони
Индо-Малайското биогеографско царство обединява 3 биорегиона – Индийски субконтинент, Индокитай и Малайски биорегион.

### Индийски субконтинент
Този биорегион обхваща територията на Индийския субконтинент, като за северна граница се считат Хималаите, за западна – планинските вериги на Хиндукуш и Иранското плато, а на изток планините по границата на Индия с Мианмар определят границата с биорегион Индокитай.
Този биорегион е уникален, защото има различно геологическо минало. Допреди 90 милиона години Индийският субконтинент е бил част от континента Гондвана. Поради тази причина голяма част от флората и фауната демонстрират съществени различия от тези в другите региони. Това обстоятелство, в комбинация с разнообразните местообитания (тропически гори, савани, пустини, високи планини) предопределят голямото биоразнообразие и значителния брой ендемити. Тук са концентрирани 3 от районите с най-голямо биоразнообразие – Западните Гхати, предпланините на Хималаите, и регионът Индо-Бирма, обхващащ североизточна Индия и западен Мианмар. Около 33 % от видовете в това царство са ендемити, като най-голям е процентът при земноводните – 55,8 % и влечугите – 45,8 %. Най-малко ендемити има сред птиците – 4,5 %. Сред растенията ендемитите са 33 %. Видовото многообразие на Индийския биорегион включва около 1300 вида птици, над 400 вида влечуги и около 410 вида бозайници.

### Индокитай
Обхваща територията на п-в Индокитай. По-голямата част от биорегиона е заета от савани и редки гори, които покриват вътрешността на полуострова. Планините, които ограждат Индокитай от изток и запад са естествена преграда за влажните въздушни маси и затова крайбрежните райони попадат в зоната на дъждовните екваториални гори. 

### Малайски биорегион
Това е един от биорегионите с най-голямо биоразнообразие в света. В него влизат Малайския п-в, островите Суматра, Борнео, Ява, Филипините както и всички Малки Зондски острови на запад от Тимор. Биорегионът е зает от дъждовни екваториални и тропични гори, които се различават на различните острови.
Суматра, Борнео и по-голямата част от остров Ява попадат в екваториалния климатичен пояс. Сухият и влажният период не са толкова ясно изразени, колкото в останалите региони в зоната и разликите между количеството дъждове през двата сезона не са толкова значителни. Това се отразява на растителността по тези места, която се отличава с добре изразена етажираност. Това не се отнася в същата степен за горите на повечето от Филипинските острови (с изключение на Минданао) и източните Малки Зондски острови, където климатът е субекваториален. Горите на Суматра и Борнео са най-високите тропически гори в света. Те са се образували преди около 130 милиона години и се смятат за най-старите гори на планетата. Този регион се отличава с огромното си видово многообразие и рекордният брой ендемити. Малайският биорегион е дом на около 1000 вида птици, над 400 вида бозайници, 450 вида влечуги и повече от 1000 вида риби. Ендемити за региона са 36 % от птиците и 39 % от бозайниците. Малайското царство е на първо място и по броя на планиращите видове животни – летяща дървесна жаба, летящ лемур, летящ гущер и дори летяща змия.
Регионът е изправен пред много екологични проблеми. За разлика от други зони с екваториални гори, като Амазония и централна Африка, които са слабо заселени, Индонезия е една от най-гъсто заселените страни. Големи горски пояси все още покриват повърхността на Борнео, но значителна част от тях са всъщност планински гори, останали слабо засегнати от човешката дейност в т.нар. „Сърце на Борнео“. Равнинните гори обаче, където е концентрирано най-голямото видово разнообразие и където се срещат емблеметични видове, като орангутан, борнейски слон и суматрански носорог, са намалели значително. 